# صحنه (فیلم‌سازی)

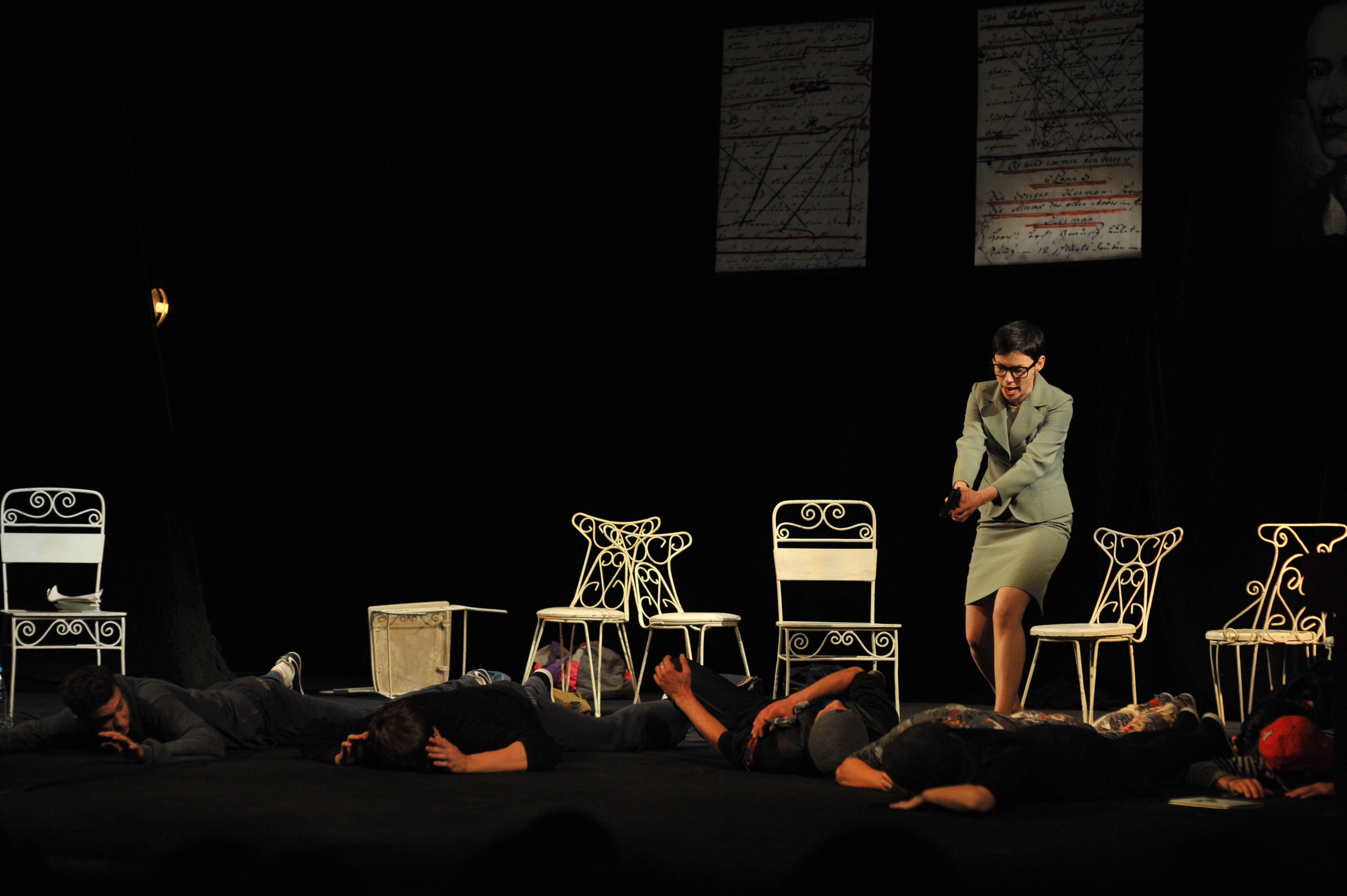
کنشی بی وقفه در داستان نمایش یا فیلم است که معمولا در یک مکان خاص و طی یک محدوده زمانی مشخص روی می دهد. گاه صحنه در بیش از یک محل رخ می دهد، اما زمان آن پیوستگی دارد مانند تعقیب که در مناطق مختلفی صورت می گیرد.
صحنه می تواند شامل یک نما و یا چند نما باشد.

صحنه یا سین (به انگلیسی: scene) کوچک‌ترین واحد کنش دراماتیک در فیلمنامه ست. در هر صحنه دو عنصر زمان و مکان اهمیت دارد و حداقل یکی از این دو عنصر یا هر دو باید پیوستگی داشته باشد.